# Llista d'asteroides/180201-180300
| Nom      | Designació provisional | Data de descobriment   | Lloc de descobriment | Descobridor/s               |
| -------- | ---------------------- | ---------------------- | -------------------- | --------------------------- |
| 180201 - | 2003 ST251             | 26 de setembre de 2003 | Socorro              | LINEAR                      |
| 180202 - | 2003 SO258             | 28 de setembre de 2003 | Kitt Peak            | Spacewatch                  |
| 180203 - | 2003 SU259             | 28 de setembre de 2003 | Kitt Peak            | Spacewatch                  |
| 180204 - | 2003 SB295             | 28 de setembre de 2003 | Socorro              | LINEAR                      |
| 180205 - | 2003 SD295             | 28 de setembre de 2003 | Socorro              | LINEAR                      |
| 180206 - | 2003 SH298             | 18 de setembre de 2003 | Haleakala            | NEAT                        |
| 180207 - | 2003 SH305             | 17 de setembre de 2003 | Palomar              | NEAT                        |
| 180208 - | 2003 SD311             | 29 de setembre de 2003 | Socorro              | LINEAR                      |
| 180209 - | 2003 SF312             | 30 de setembre de 2003 | Kitt Peak            | Spacewatch                  |
| 180210 - | 2003 SP318             | 18 de setembre de 2003 | Socorro              | LINEAR                      |
| 180211 - | 2003 TE5               | 2 d'octubre de 2003    | Kitt Peak            | Spacewatch                  |
| 180212 - | 2003 UE1               | 16 d'octubre de 2003   | Palomar              | NEAT                        |
| 180213 - | 2003 UM8               | 19 d'octubre de 2003   | Wrightwood           | J. W. Young                 |
| 180214 - | 2003 UB9               | 17 d'octubre de 2003   | Socorro              | LINEAR                      |
| 180215 - | 2003 UK9               | 16 d'octubre de 2003   | Kitt Peak            | Spacewatch                  |
| 180216 - | 2003 UY9               | 20 d'octubre de 2003   | Wrightwood           | J. W. Young                 |
| 180217 - | 2003 UL23              | 22 d'octubre de 2003   | Kitt Peak            | Spacewatch                  |
| 180218 - | 2003 UB29              | 22 d'octubre de 2003   | Kvistaberg           | Uppsala-DLR Asteroid Survey |
| 180219 - | 2003 UX39              | 16 d'octubre de 2003   | Kitt Peak            | Spacewatch                  |
| 180220 - | 2003 UG44              | 18 d'octubre de 2003   | Kitt Peak            | Spacewatch                  |
| 180221 - | 2003 UR55              | 18 d'octubre de 2003   | Palomar              | NEAT                        |
| 180222 - | 2003 UA98              | 19 d'octubre de 2003   | Anderson Mesa        | LONEOS                      |
| 180223 - | 2003 UD107             | 19 d'octubre de 2003   | Kitt Peak            | Spacewatch                  |
| 180224 - | 2003 UO123             | 19 d'octubre de 2003   | Kitt Peak            | Spacewatch                  |
| 180225 - | 2003 UG127             | 21 d'octubre de 2003   | Kitt Peak            | Spacewatch                  |
| 180226 - | 2003 UM130             | 18 d'octubre de 2003   | Palomar              | NEAT                        |
| 180227 - | 2003 UN131             | 19 d'octubre de 2003   | Palomar              | NEAT                        |
| 180228 - | 2003 UQ135             | 21 d'octubre de 2003   | Palomar              | NEAT                        |
| 180229 - | 2003 UZ143             | 18 d'octubre de 2003   | Anderson Mesa        | LONEOS                      |
| 180230 - | 2003 UW147             | 18 d'octubre de 2003   | Palomar              | NEAT                        |
| 180231 - | 2003 UD149             | 19 d'octubre de 2003   | Haleakala            | NEAT                        |
| 180232 - | 2003 UJ180             | 21 d'octubre de 2003   | Socorro              | LINEAR                      |
| 180233 - | 2003 UU192             | 30 d'octubre de 2003   | Socorro              | LINEAR                      |
| 180234 - | 2003 UY195             | 20 d'octubre de 2003   | Kitt Peak            | Spacewatch                  |
| 180235 - | 2003 UF196             | 21 d'octubre de 2003   | Kitt Peak            | Spacewatch                  |
| 180236 - | 2003 UG199             | 21 d'octubre de 2003   | Socorro              | LINEAR                      |
| 180237 - | 2003 UT224             | 22 d'octubre de 2003   | Kitt Peak            | Spacewatch                  |
| 180238 - | 2003 UP225             | 22 d'octubre de 2003   | Socorro              | LINEAR                      |
| 180239 - | 2003 UY226             | 23 d'octubre de 2003   | Kitt Peak            | Spacewatch                  |
| 180240 - | 2003 UB244             | 24 d'octubre de 2003   | Socorro              | LINEAR                      |
| 180241 - | 2003 UC247             | 24 d'octubre de 2003   | Socorro              | LINEAR                      |
| 180242 - | 2003 UE247             | 24 d'octubre de 2003   | Socorro              | LINEAR                      |
| 180243 - | 2003 UQ252             | 26 d'octubre de 2003   | Kitt Peak            | Spacewatch                  |
| 180244 - | 2003 UN254             | 24 d'octubre de 2003   | Kitt Peak            | Spacewatch                  |
| 180245 - | 2003 UN259             | 25 d'octubre de 2003   | Socorro              | LINEAR                      |
| 180246 - | 2003 UO261             | 26 d'octubre de 2003   | Kitt Peak            | Spacewatch                  |
| 180247 - | 2003 UY263             | 27 d'octubre de 2003   | Kitt Peak            | Spacewatch                  |
| 180248 - | 2003 UX265             | 27 d'octubre de 2003   | Kitt Peak            | Spacewatch                  |
| 180249 - | 2003 UH274             | 30 d'octubre de 2003   | Socorro              | LINEAR                      |
| 180250 - | 2003 UG281             | 28 d'octubre de 2003   | Socorro              | LINEAR                      |
| 180251 - | 2003 UM283             | 30 d'octubre de 2003   | Socorro              | LINEAR                      |
| 180252 - | 2003 UU283             | 30 d'octubre de 2003   | Socorro              | LINEAR                      |
| 180253 - | 2003 UO314             | 24 d'octubre de 2003   | Kitt Peak            | Spacewatch                  |
| 180254 - | 2003 VY1               | 2 de novembre de 2003  | Socorro              | LINEAR                      |
| 180255 - | 2003 VM9               | 15 de novembre de 2003 | Palomar              | NEAT                        |
| 180256 - | 2003 VE10              | 15 de novembre de 2003 | Palomar              | NEAT                        |
| 180257 - | 2003 WM3               | 16 de novembre de 2003 | Catalina             | CSS                         |
| 180258 - | 2003 WT5               | 18 de novembre de 2003 | Palomar              | NEAT                        |
| 180259 - | 2003 WN8               | 16 de novembre de 2003 | Kitt Peak            | Spacewatch                  |
| 180260 - | 2003 WG12              | 18 de novembre de 2003 | Palomar              | NEAT                        |
| 180261 - | 2003 WA15              | 16 de novembre de 2003 | Kitt Peak            | Spacewatch                  |
| 180262 - | 2003 WH18              | 19 de novembre de 2003 | Socorro              | LINEAR                      |
| 180263 - | 2003 WR19              | 19 de novembre de 2003 | Socorro              | LINEAR                      |
| 180264 - | 2003 WK24              | 19 de novembre de 2003 | Kitt Peak            | Spacewatch                  |
| 180265 - | 2003 WC27              | 16 de novembre de 2003 | Kitt Peak            | Spacewatch                  |
| 180266 - | 2003 WQ34              | 19 de novembre de 2003 | Kitt Peak            | Spacewatch                  |
| 180267 - | 2003 WG36              | 19 de novembre de 2003 | Kitt Peak            | Spacewatch                  |
| 180268 - | 2003 WH38              | 19 de novembre de 2003 | Socorro              | LINEAR                      |
| 180269 - | 2003 WB41              | 19 de novembre de 2003 | Kitt Peak            | Spacewatch                  |
| 180270 - | 2003 WY45              | 20 de novembre de 2003 | Socorro              | LINEAR                      |
| 180271 - | 2003 WZ49              | 19 de novembre de 2003 | Socorro              | LINEAR                      |
| 180272 - | 2003 WD58              | 18 de novembre de 2003 | Kitt Peak            | Spacewatch                  |
| 180273 - | 2003 WH60              | 18 de novembre de 2003 | Palomar              | NEAT                        |
| 180274 - | 2003 WC63              | 19 de novembre de 2003 | Kitt Peak            | Spacewatch                  |
| 180275 - | 2003 WV63              | 19 de novembre de 2003 | Kitt Peak            | Spacewatch                  |
| 180276 - | 2003 WU64              | 19 de novembre de 2003 | Socorro              | LINEAR                      |
| 180277 - | 2003 WY65              | 19 de novembre de 2003 | Kitt Peak            | Spacewatch                  |
| 180278 - | 2003 WS70              | 20 de novembre de 2003 | Palomar              | NEAT                        |
| 180279 - | 2003 WX72              | 20 de novembre de 2003 | Socorro              | LINEAR                      |
| 180280 - | 2003 WO73              | 20 de novembre de 2003 | Socorro              | LINEAR                      |
| 180281 - | 2003 WP76              | 19 de novembre de 2003 | Socorro              | LINEAR                      |
| 180282 - | 2003 WC78              | 20 de novembre de 2003 | Kitt Peak            | Spacewatch                  |
| 180283 - | 2003 WH81              | 20 de novembre de 2003 | Kitt Peak            | Spacewatch                  |
| 180284 - | 2003 WQ86              | 21 de novembre de 2003 | Socorro              | LINEAR                      |
| 180285 - | 2003 WC90              | 16 de novembre de 2003 | Kitt Peak            | Spacewatch                  |
| 180286 - | 2003 WT90              | 18 de novembre de 2003 | Palomar              | NEAT                        |
| 180287 - | 2003 WX94              | 19 de novembre de 2003 | Anderson Mesa        | LONEOS                      |
| 180288 - | 2003 WH102             | 21 de novembre de 2003 | Socorro              | LINEAR                      |
| 180289 - | 2003 WO104             | 21 de novembre de 2003 | Socorro              | LINEAR                      |
| 180290 - | 2003 WH109             | 20 de novembre de 2003 | Socorro              | LINEAR                      |
| 180291 - | 2003 WZ113             | 20 de novembre de 2003 | Socorro              | LINEAR                      |
| 180292 - | 2003 WJ119             | 20 de novembre de 2003 | Socorro              | LINEAR                      |
| 180293 - | 2003 WS119             | 20 de novembre de 2003 | Socorro              | LINEAR                      |
| 180294 - | 2003 WG120             | 20 de novembre de 2003 | Socorro              | LINEAR                      |
| 180295 - | 2003 WQ120             | 20 de novembre de 2003 | Socorro              | LINEAR                      |
| 180296 - | 2003 WM127             | 20 de novembre de 2003 | Socorro              | LINEAR                      |
| 180297 - | 2003 WW127             | 20 de novembre de 2003 | Socorro              | LINEAR                      |
| 180298 - | 2003 WG129             | 21 de novembre de 2003 | Socorro              | LINEAR                      |
| 180299 - | 2003 WP130             | 21 de novembre de 2003 | Socorro              | LINEAR                      |
| 180300 - | 2003 WY132             | 21 de novembre de 2003 | Socorro              | LINEAR                      |